# Bo Nilsson (Natt och Dag)
Bo Nilsson (Natt och Dag), död tidigast 1322, var en svensk storman av Natt och Dag-ätten. Son till Nils Sigridsson och gift med Cecilia Knutsdotter (Aspenäsätten).

## Biografi
Bo Nilsson var lagman i Östergötlands lagsaga 1318 och en av anhängarna till hertigarna Erik och Valdemar. Han var 1319 rådsherre även hos hertig Eriks son, kung Magnus Eriksson. Var en av de 7 lagmän som undertecknade Frihetsbrevet år 1319 . Bo Nilsson var en av undertecknarna av föreningen i Skara 1322 och tycks ha dött ej långt därefter.

### Familj
Nilsson gifte sig med Cecilia Knutsdotter (Aspenäsätten). De fick tillsammans barnen:
1. Ingeborg Bosdotter, gift 1328 med Jon Tomasson (Grip). Gifte sig andra gången med riddaren Johan Dansson.
2. Bengt Bosson (Natt och Dag), 1357 häradshövding i Skärkinds härad.
3. Magnus Bosson, levde 1336.
4. Bo Bosson (Natt och Dag), riddare och riksråd.
5. Ragnborg Bosdotter, levde 1336.
6. Elena Bosdotter, ingick 1336 i S:t Martins kloster i Skänninge.